# Klara Skivan
Klara Skivan är ett svenskt skivbolag med säte i Solna. Skivbolaget startades av Ingemar Lindqvist 1993. Målsättningen var att med inregistrerade enskilda firman Audio Lab Stockholm åstadkomma överföring och ljudrestaurering av inspelningar från 78-varvsskivor, och sedan utgivning av dessa på CD. 
Den första produktionen blev en CD med 24 inspelningar av Ulla Billquist med titeln "Klassiker" som blev den första gången som Ulla Billquist-inspelningar kom ut på CD, och den allra första skivan i Sverige där Cedar Declicking användes för att göra inspelningarna rena från skivknaster. Ulla Billquists dotter, Åsa Billquist-Roussel hade medverkat vid urvalet av vilka inspelningar som skulle komma med på skivan. Skivan fick mycket fina recensioner och kunde inom ett år säljas slut i en upplaga om 4x1000 exemplar. Ytterligare upplagor har, ännu ett kvartssekel senare, kommit ut på marknaden.
Den stora framgången som den skivan fick fortsatte dock inte för de senare produktionerna. Efter att den anlitade distributören gick i konkurs 1999 öppnade sig ingen annan möjlighet än att slumpa bort skivlagret till en annan aktör inom återutgivning av 78-varvsepokens musik, skivmärket Refräng.

## Diskografi
- 1993 Ulla Billquist Klassiker KLA 7801-2
- 1994 Alice Babs Joddlarflickan KLA 7802-2
- 1994 Sickan Carlsson Glittrande Glad KLA 7803-2
- 1995 Lars-Göran Frisk Favoriter från Vetlanda KLA 7800-2
- 1996 Carl Jularbo Mina Dragspel KLA 7804-2
- 1997 Ulla Billquist Min Soldat KLA 7805-2